# 滋賀県道214号愛知川停車場線
滋賀県道214号愛知川停車場線（しがけんどう214ごう えちがわていしゃじょうせん）は、滋賀県愛知郡愛荘町を通る一般県道である。

## 概要
愛知郡愛荘町市から愛知郡愛荘町中宿に至る。道幅は狭いが、十分離合できる。

### 路線データ
- 起点：愛知郡愛荘町市（滋賀県道28号湖東愛知川線交点）
- 終点：愛知郡愛荘町中宿（中宿交差点、国道8号交点）
- 総延長：0.5 km

## 地理

### 通過する自治体
- 愛知郡愛荘町

### 交差する道路
| 交差する道路             | 交差する場所 | 交差する場所      |
| ------------------------ | ------------ | ----------------- |
| 滋賀県道28号湖東愛知川線 | 市           | 起点              |
| 旧中山道                 | 中宿         |                   |
| 国道8号                  | 中宿         | 中宿交差点 / 終点 |

### 沿線
- 近江鉄道本線 愛知川駅
- 愛知川駅コミュニティハウス
- 延命寺
- 高田神社